# Stiltskin
Stiltskin – szkocka grupa popowo-rockowa założona w 1992 w Glasgow.

## Historia
W 1994 grupa wydała album The Mind’s Eye, w 2007 She, w 2007 Unfulfillment, a w 2011 album koncertowy Live.

## Skład
- Ray Wilson – śpiew, gitary
- Ali Ferguson – gitara prowadząca, chórki
- Lawrie MacMillan – gitara basowa, chórki
- Steve Wilson – gitary, chórki
- Uwe Metzler – gitara prowadząca
- Ashley MacMillan – perkusja, instrumenty perkusyjne
- Filip Wałcerz (2009–2012) – instrumenty klawiszowe

## Dyskografia
- The Mind’s Eye (1994)
- She (2006)
- Live (2007)
- Unfulfillment (2011)